# بوگلنگنفلد
شهر بوگلنگنفلد در ایالت بایرن در کشور آلمان واقع شده است.